# Челюскинский
Челюскинский — посёлок в Пушкинском городском округе Московской области.

## Население
| 2002 | 2006  | 2010  |
| ---- | ----- | ----- |
| 2356 | ↗3657 | ↘2428 |

Согласно Всероссийской переписи, в 2002 году в посёлке проживало 2356 человек (1068 мужчин и 1288 женщин); преобладающая национальность — русские (90%).

## География
Посёлок Челюскинский расположен у Ярославского шоссе примерно в 9 км от МКАД. Южнее посёлка расположена платформа Челюскинская Ярославского направления МЖД. На юго-западе Челюскинский граничит с Мытищами, на юго-востоке — с Королёвом, на севере — с Тарасовкой и на западе — с Черкизовом.

## Образование
В посёлке Челюскинский расположено муниципальное общеобразовательное учреждение «Челюскинская средняя общеобразовательная школа».

## Улицы
К посёлку Челюскинский относятся следующие улицы:
- Большая Тарасовская
- Водопроводная
- Водопроводный туп.
- Зелёная
- Мичуринский туп.
- Октябрьская
- Первомайская
- Садовая
- Советская
- Тракторная 1-я
- Тракторная 2-я
- Тракторный проезд
- Фурманова
- Чапаева
- Школьная
- Школьный проезд
- Школьный туп.